# 第三方惩罚
第三方惩罚或利他惩罚是指对违规者的惩罚不是由违规行为的受害方实施，而是由未直接受违规行为影响的第三方实施。第三方惩罚行为在人类社会中是一种提升公平, 保障社会组织运作的有效方式。不仅能保障社会稳定, 提升组织的影响力及地位, 还可以敦促成员遵守规则, 提高个人声誉和未来合作的可能性。它既可以是国家层面的正义之举，也可以是个人惩恶扶弱的行为。
第三方惩罚的动机有两种：一是惩恶动机, 表现为第三方个体惩罚违规者, 以增加违规者之后遵守规则的可能性；二是扶弱动机, 表现为第三方个体通过利他性的行为帮助弱者。扶弱者可能被认为拥有更优秀的道德品质, 且更容易被信赖。